# Residence譽88
Residence譽88，位於香港新界元朗鳳翔路88號，是新鴻基地產的精品住宅項目。
新輝城建工程負責承建。物業分為兩座，共提供352個住宅單位，於2014年9月入伙，示範單位設於九龍站環球貿易廣場。

## 會所
「RESIDENCE譽88」住客會所Club MAX，園林會所及活動空間面積廣逾3.6萬平方呎，耗資逾億元打造，屬區內唯一概念式品牌系列住客會所，並備有會所設施，如室內及室外泳池、健身室、Café及派對大屋等。

## 酒店式管理
項目由發展商旗下的帝譽服務管理，為住客提供一系列酒店式服務，包括：免費住客專屬Limousine Service往返港鐵元朗站、商務中心、morning call、駐場禮賓師代客安排活動籌劃、酒店式送餐服務、安排以優惠價租賃中港驕車接送服務、專業家居清潔、專業洗熨、報紙雜誌影碟借閱、物業租賃服務、超市購物及送貨及家居輕便維修服務等。

## 鄰近
- YOHO系列
- 朗晴居
- 朗怡居
- 元朗消防局
- 尚悅
- 雍翠豪園
- 佛教榮茵學校
- 基督教宣道會徐澤林紀念小學
- 中華基督教會基朗中學
- 聖公會白約翰會督中學
- 中華基督教會基元中學

## 交通

### 主要交通網絡
- 大欖隧道
- 港鐵元朗站
- 九龍巴士68E線

## 外部連結
- 官方網頁